# Syzygium sorongense
Syzygium sorongense là một loài thực vật có hoa trong Họ Đào kim nương. Loài này được (T.G.Hartley & Craven) Craven & Biffin mô tả khoa học đầu tiên năm 2006.